# Josef Steinbach
Pour les articles homonymes, voir Steinbach.

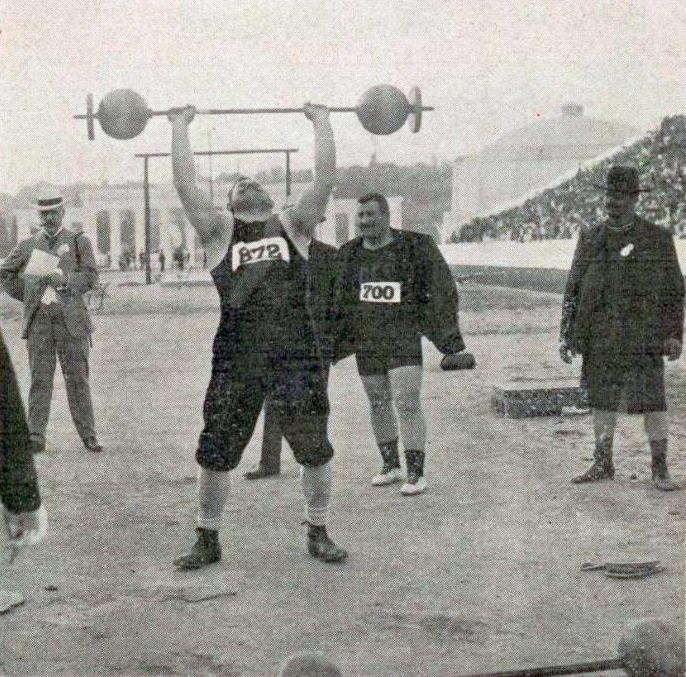
Josef Steinbach aux Jeux olympiques intercalaires de 1906 (n°700).

Josef Steinbach (né le 21 mars 1879 à Horschau im Egerland; mort le 15 janvier 1937 à Vienne) est un haltérophile autrichien. Il remporta deux médailles aux Jeux olympiques intercalaires de 1906 et apparut dans un film de 1924, La Ville sans Juifs.

## Filmographie
- 1924 : La Ville sans Juifs

## Sources de la traduction
- (en) Cet article est partiellement ou en totalité issu de l’article de Wikipédia en anglais intitulé « Josef Steinbach » (voir la liste des auteurs).